# Bac Romanshorn–Friedrichshafen

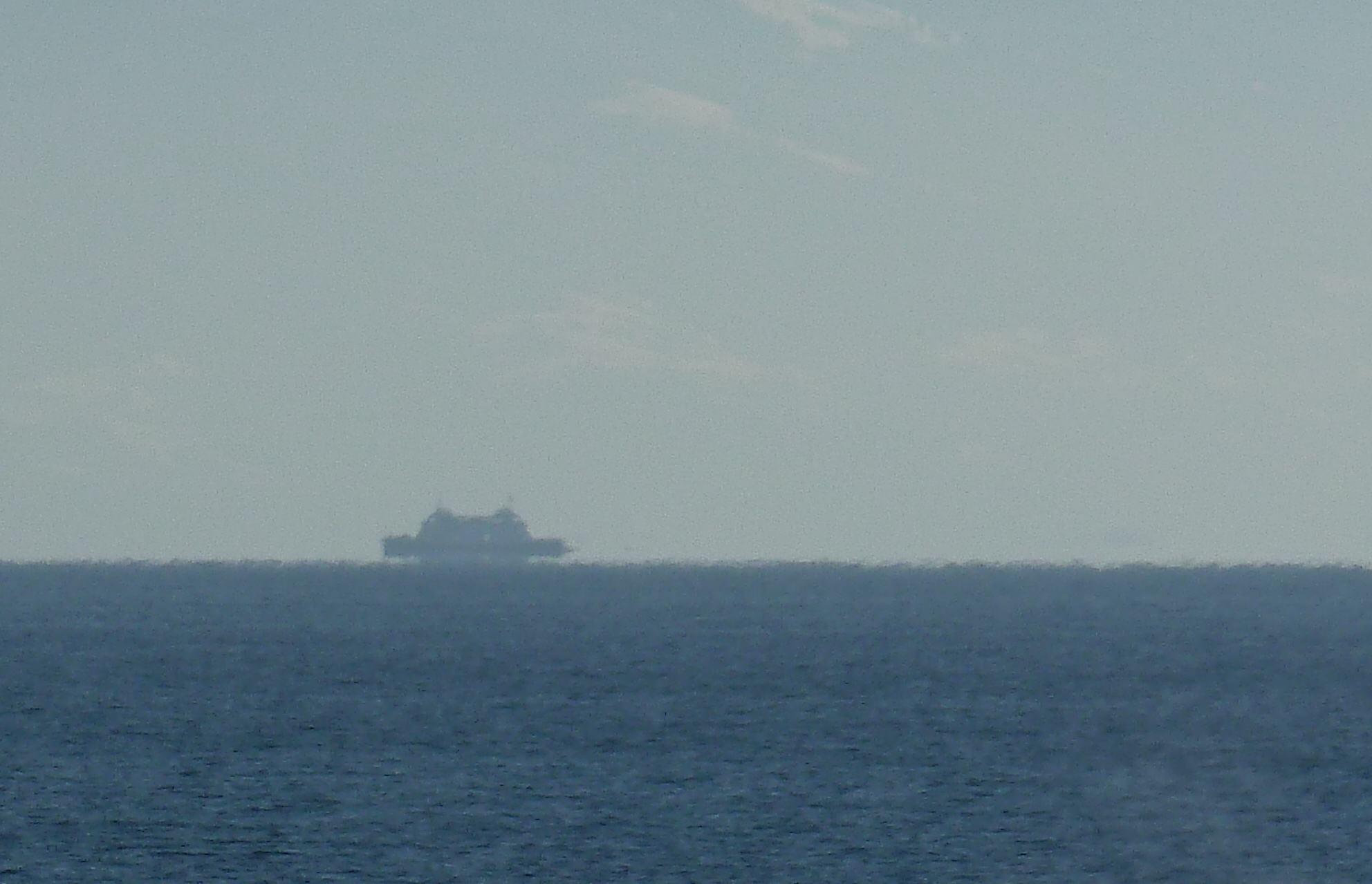
Le Romanshorn croisant à l'horizon.

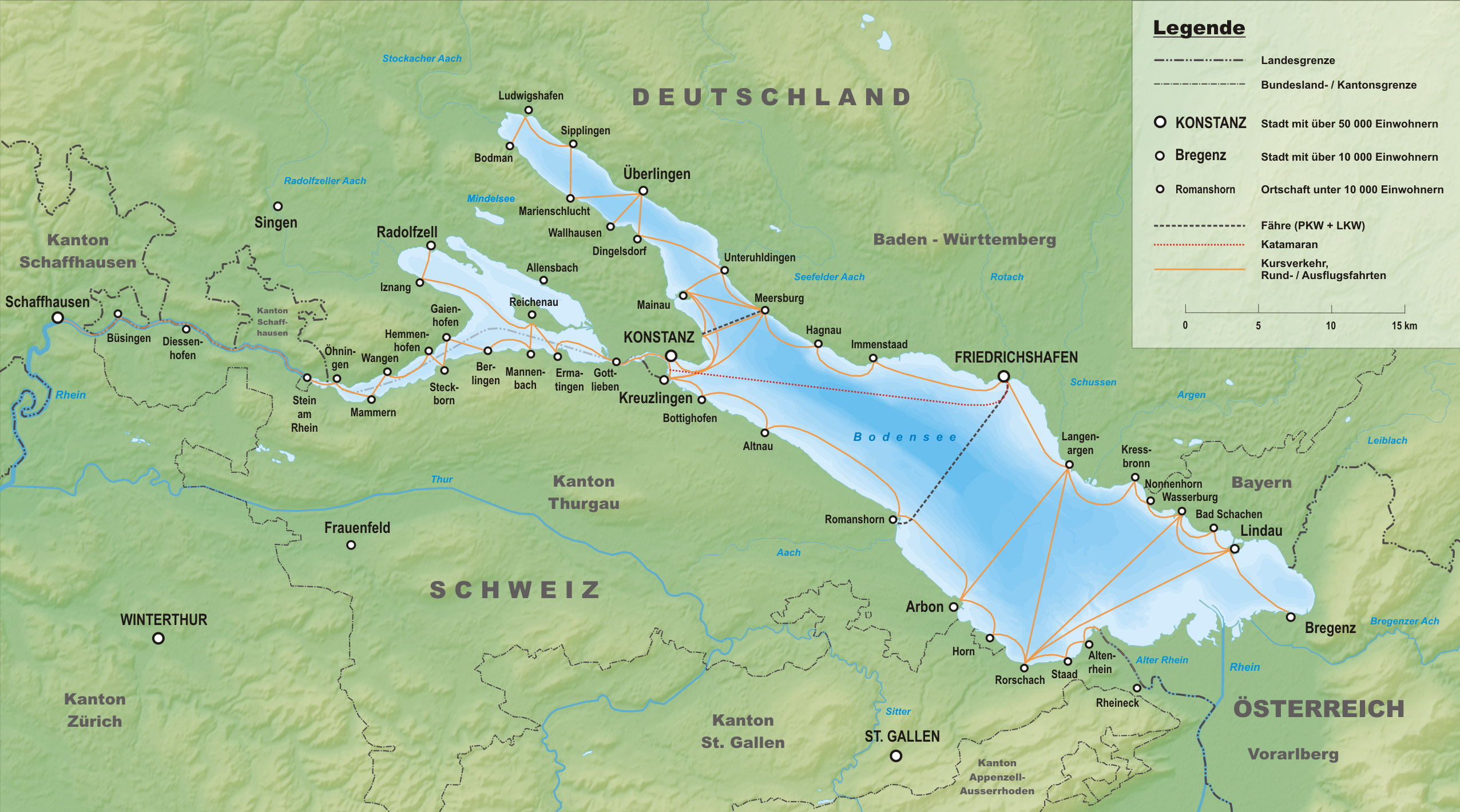
Carte des liaisons lacustres du lac de Constance : le bac Romanshorn–Friedrichshafen y figure au centre, en noir.

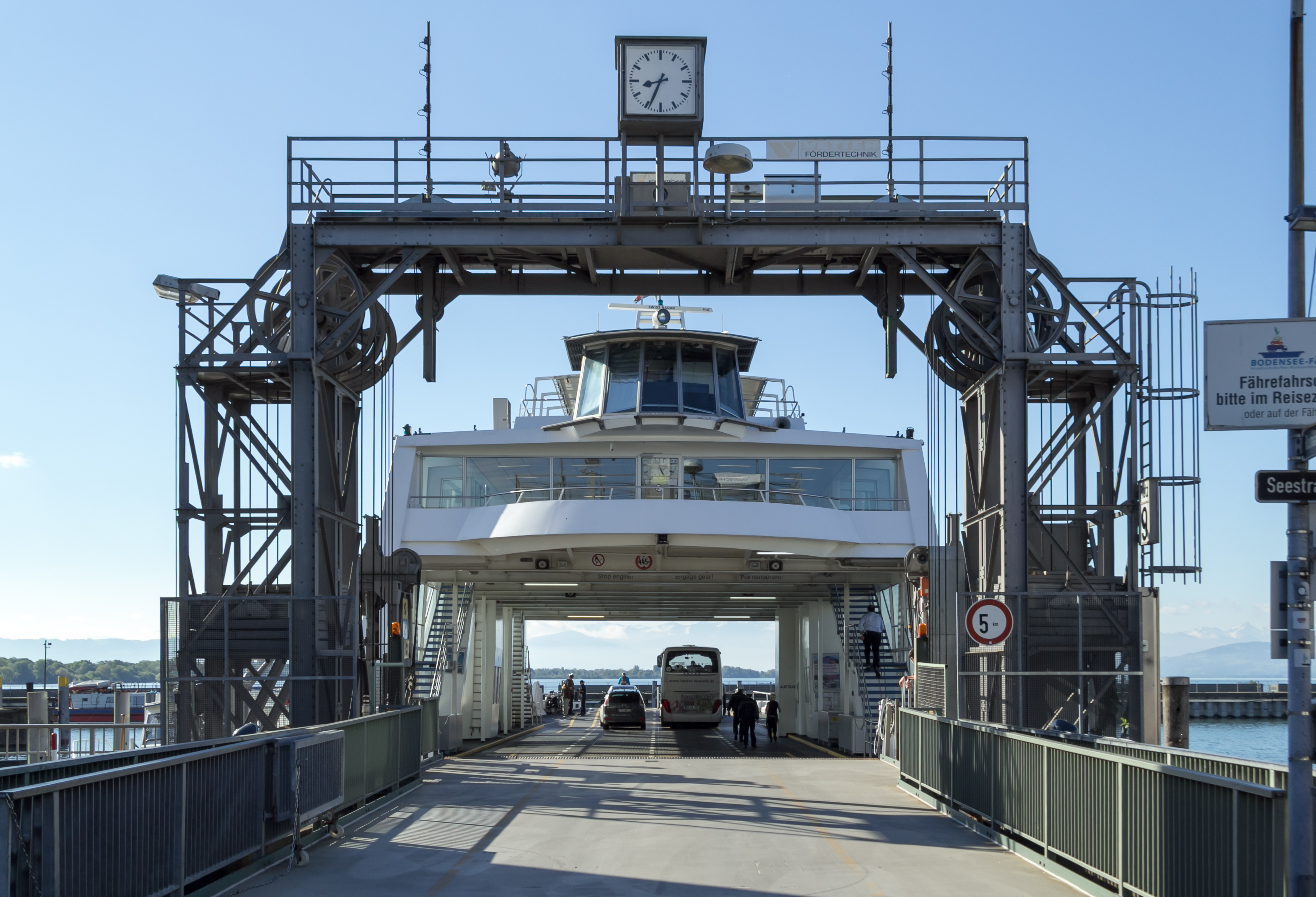
LEuregia au quai de chargement de Friedrichshafen.

Le bac Romanshorn–Friedrichshafen et une liaison lacustre transfrontalière sur le lac de Constance, entre la Suisse et l'Allemagne, permettant aux automobilistes d'éviter un long détour de 85 km par la terre ferme. Les bateaux permettent également l'accès aux piétons et cyclistes.

## Historique
La liaison entre Romanshorn et Friedrichshafen a été mise en place par les Chemins de fer fédéraux suisses et son homologue allemande, la Deutsche Reichsbahn, dans le but de charger des wagons de marchandises à voie normale sur bateau. Le premier bac, baptisé MF Schussen du nom d'une rivière allemande qui se jette dans le lac de Constance (MF pour MotorFähre, bac à moteur), a relié pour la première fois Friedrichshafen à Romanshorn le 1er juillet 1929. Contrairement à ses successeurs, le Schussen n'était pas amphidrome. La relation fut maintenue durant la seconde Guerre mondiale, et après la dissolution de la Deutsche Reichsbahn en 1949, la Deutsche Bundesbahn a repris le flambeau.
Les CFF ont fait construire à leur tour deux bateaux, le MF Romanshorn en 1958, et le MF Rorschach huit ans plus tard ; tous deux sont amphidrome et peuvent également embarquer des wagons.

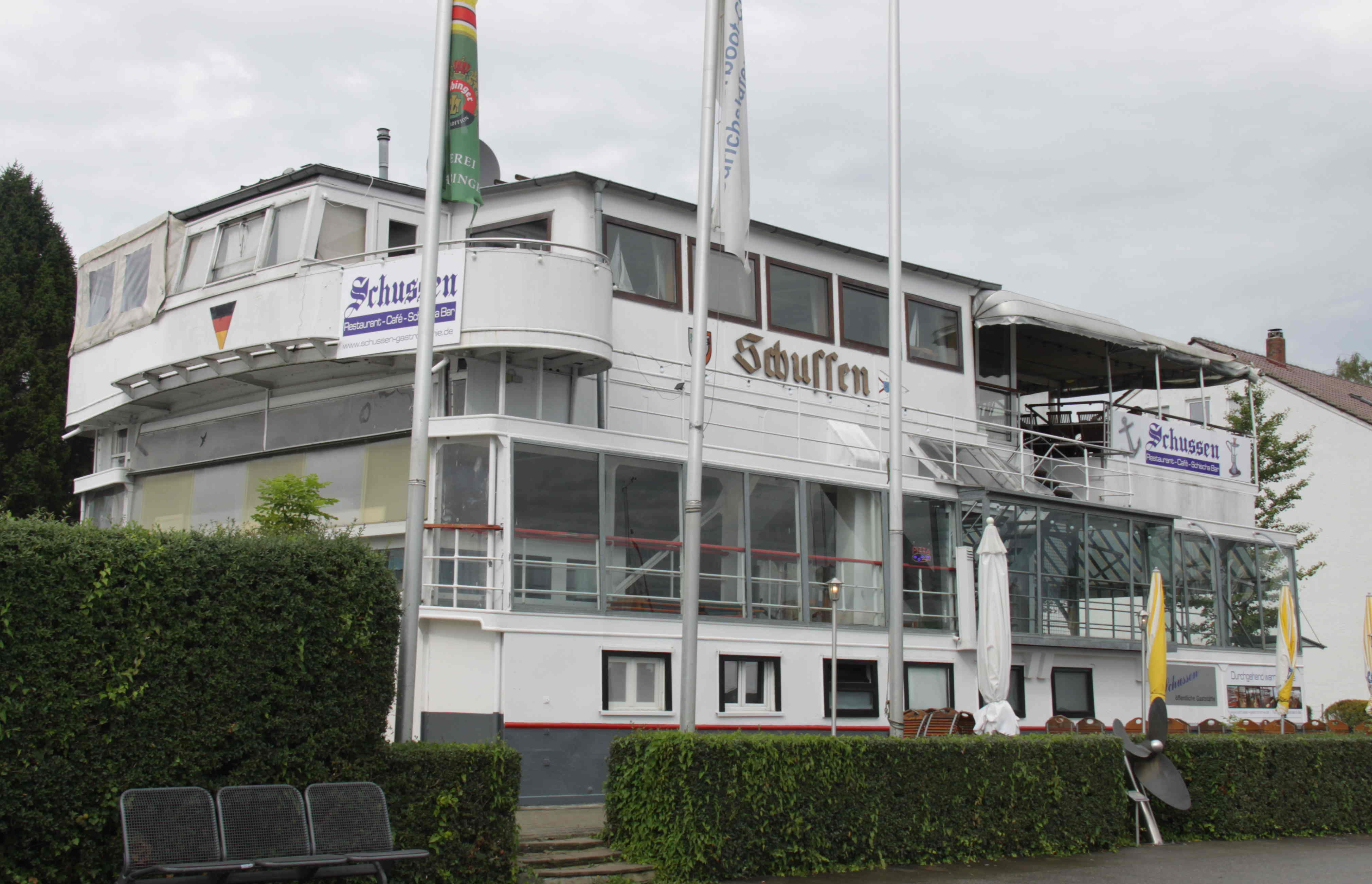
La superstructure du Schussen à terre et transformée en restaurant

Le transport de véhicules ferroviaires est supprimé au 29 mai 1976, les trois bateaux sont alors dévolus aux véhicules routiers seuls et les rails présents sur leurs ponts sont retirés. Le MF Schussen est retiré du service en 1983 ; il est démantelé et sa superstructure est transformée en restaurant à terre, et existe toujours à proximité du quai de chargement de Friedrichshafen. Afin de rétablir l'équité entre les deux compagnies de chemin de fer, le 22 mars 1983 le MF Rorschach passe des CFF à la DB et est rebaptisé MF Friedrichshafen. 
En 1996, un nouveau bateau, le MF Euregia vient s'ajouter à la flottille, ce dernier appartient à hauteur de 50 % à chacune des deux compagnies exploitantes.
En règle générale, les MF Romanshorn et Euregia effectuent les traversées et le MF Friedrichshafen reste en réserve dans le port homonyme. Les courses partent chaque heure et, l'aller et retour prenant deux heures, les deux bacs se croisent au milieu du lac. Il est également possible qu'un des trois navires soit affrété comme charter ; le pont principal accueillant habituellement autos et camions peut s'avérer être une piste de danse idéale !
De nos jours, la liaison est co-exploitée par :
- la SBS Schifffahrt AG à  Romanshorn, compagnie suisse de navigation sur le lac de Constance, anciennement CFF (SBB-Schiffsbetrieb), puis indépendante depuis 1997 mais restant en possession des CFF jusqu'en 2007, date à laquelle la SBS a été vendue à un groupe d'investissement privé[3] ;
- La BSB Bodensee-Schiffsbetriebe GmbH à Constance, compagnie allemande issue de la restructuration de la Deutsche Bahn en 1996, (anciennement Deutsche Bundesbahn). La société dépend de la Stadtwerke Konstanz GmbH depuis le 15 mai 2003.

### Bateaux
Les quatre bacs opérant ou ayant opéré sur la liaison ont été construits par l'entreprise Bodan-Werft Metallbau GmbH & Co. (de) à Kressbronn.
| Bateaux                                                | Bateaux | Mise en service | Mise hors service | Capacité                                      | Notes                                               |
| ------------------------------------------------------ | ------- | --------------- | ----------------- | --------------------------------------------- | --------------------------------------------------- |
| MF Schussen                                            |         | 01.07.1929      | 1983              | 40 voitures ou 10 wagons march. 350 passagers | superstructure utilisée comme restaurant à terre    |
| MF Romanshorn                                          |         | 1958            | en service        | 35 voitures 6 poids-lourds 560 passagers      |                                                     |
| MF Rorschach (1966-1983) MF Friedrichshafen (dès 1983) |         | 1966            | en service        | 44 voitures 500 passagers                     | changement de propriétaire en 1983 : CFF → DB       |
| MF Euregia                                             |         | 1996            | en service        | 50 voitures 9 poids-lourds 700 passagers      | port d'attache : Friedrichshafen propriété partagée |